# ジェームズ・ダイソン
サー・ジェームズ・ダイソン（英: Sir James Dyson OM CBE RDI FRS FREng FCSD FIET、1947年5月2日、ノーフォーク、クローマー - ）は、イギリス・イングランドのプロダクトデザイナー。ダイソン社の創業者として、また紙パック不要のデュアルサイクロン掃除機の発明者としてとりわけ著名である。車輪のかわりにボールを用いた猫車（手押し車）の発明者でもある。（以下、「ダイソン」と略記する場合は、ジェームズ・ダイソンのことを指す。メーカーについては、「ダイソン社」というように峻別する。）早くから成功していたわけではなく、39歳で特許を取得するまでは妻の収入に頼って生活していた。
1965年から1966年まで、セントラル・セント・マーチンズでファイン・アートを学び、1968年から1970年まで、英国王立美術大学（ロイヤル・カレッジ・オブ・アート）で家具とインテリアのデザインを学び、その後は工学に転向。ダイソンの純益は、優に1億ポンドを越すと言われている。
母校である英国王立美術大学の学長を務めている。また多摩美術大学・美術学部生産デザイン学科のプロダクトデザイン専攻客員教授も務めている。

## 掃除機

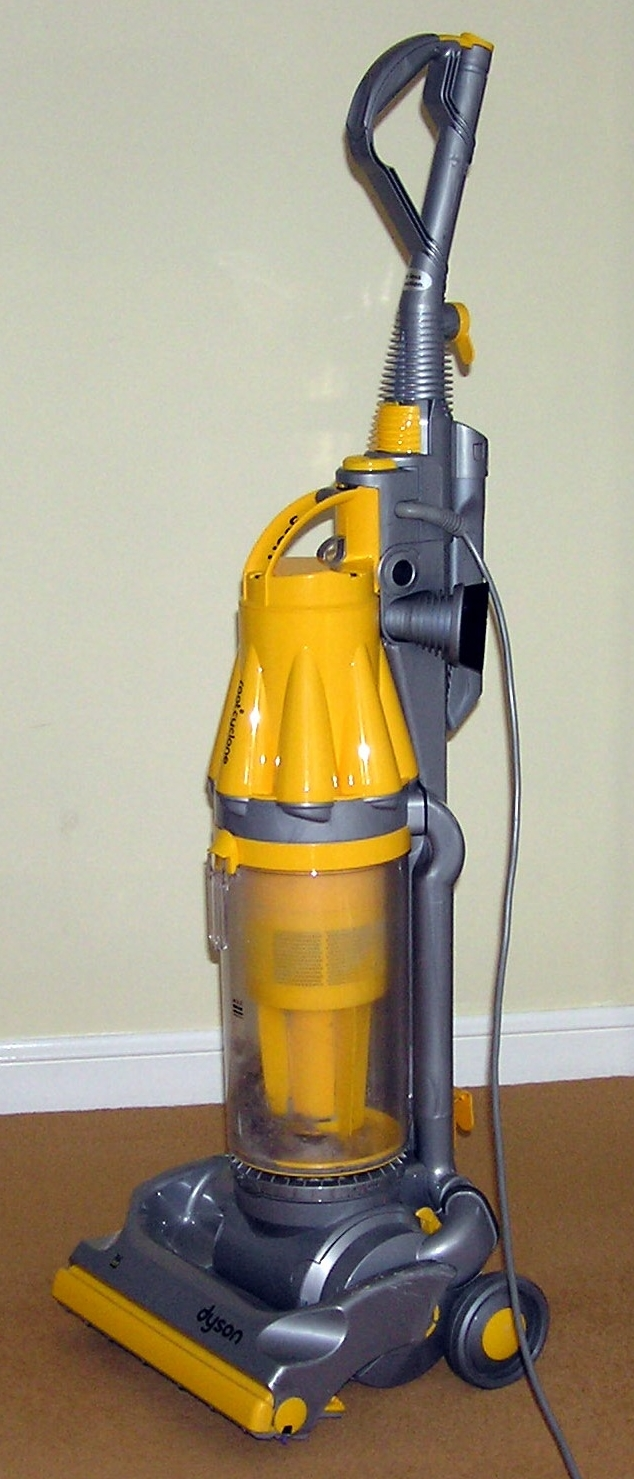

ダイソンは、そもそも1970年代後半には、掃除機の吸塵力が低下してしまわないように、1886年にアメリカのモース（M.O.Morse）によって発明されたサイクロンを使うことを発想していたという。1983年には、Gフォース型サイクロン掃除機の試作品を、諸説あるが、2000台から5000台は製作したと伝えられている。英国内にてダイソンのアイデアに基づく製品の製造流通を行おうという業者がいなかったため（年間1億ポンド相当のマーケットの喪失がおこると考えていたため（詳細は次々段落を参照））、ダイソンは日本において、明るいピンク色のGフォース型サイクロン掃除機を、カタログ販売によって2000ポンド相当で発売した。1986年には、米国で特許を取得している（特許番号 #4,593,429）。
ダイソンは、主要なメーカーにこの発明が売れなかったため、自前の製造工場を持つことにした。
ダイソン社の英国市場における突破口は、テレビコマーシャルにおいて、他社と違って紙パックの買い替えが不要であることを訴え続けたことによる。当時イギリス市場で使い捨ての紙パックは、1億ポンド相当が出回っていた。「紙パックよ、さようなら」というスローガンは、それまでの、ダイソン社のテクノロジーがもたらした吸引力が低下しないことを強調する販売戦略よりも、顧客にずっと魅力的に響いたのである。
一方でダイソン社のサイクロンテクノロジーには致命的な欠点があり、それはサイクロン部で空気を高速回転させる際のパワーロスが大きく、吸引力そのものが他の掃除機より圧倒的に弱いことである。ダイソン社が成功した要因としては「吸引力の変わらないただ一つの掃除機」というキャッチコピーを用いて「吸引力が強い」とユーザーに錯覚させることに成功したこともある。国民生活センターのレポートでは、確かにキャッチコピー通り吸引力の低下は緩やかだったが、肝心の吸引力は吸引力が低下した状態の国産と比較しても圧倒的に弱かった。ダイソン社の掃除機1台と国内メーカーのサイクロン式3台、フィルター式1台、紙パック式1台で小麦粉を吸わせる実験を行った結果、ダイソン社の掃除機のみ小麦粉を完全に吸い込むことができなかった。また、「ヘッドを浮かせた際パワーブラシが自動停止せず危険」「騒音が大きすぎる」といった指摘も受けている。
最初の家庭用真空掃除機は、布袋などのフィルターでゴミを濾す方式から始まった。しかしゴミ捨ては憂鬱な作業で、手が汚れるだけでなく、布袋から大量のホコリが舞うという不潔な作業であった。ところが紙パック式掃除機が発明されるやいなや、ゴミ捨ては格段に清潔な作業となり、ゴミの溜まった紙パックを捨てるだけで済むようになった。このため、紙パック式は急速に普及したが、安価な紙パックでも捨てるのが惜しいという、庶民の心理的な要因を生み出すことになった。紙パック不要を掲げたダイソンの掃除機が、比較的高価で吸引力が弱いにもかかわらず庶民に受け入れられたのは、このような心理的要因があったためであることは言うまでもない。実際にはサイクロン掃除機はモーター付近で空気を高速回転させる都合上熱がこもりやすく、モーターが焼損しやすいため、本体価格が高額なこともあり紙パック式よりコストパフォーマンスがいいとは言い切れない。ダイソン社のこの成功に影響されて、他の主要なメーカーも、紙パックが不要な真空掃除機を再び売り出すようになった。しかし、このような先祖返りともいえる掃除機は、ダイソンの掃除機も含めて、昔ほどではないにせよゴミ捨て時には多少のホコリが舞い、定期的なフィルターのメンテナンスが必要になり、かつ、一般に紙パック式掃除機より吸引力が低下し、高価になったことは皮肉である。なお、ダイソンは、フーヴァーUKを特許侵害によって告訴し、約500万ドルの賠償金を獲得している。
近年では空気の流路を見直したことで紙パック式でも吸引力が持続するようになり、ダイソンの優位性は完全に失われている。
2005年にダイソン社は、ダイソンが以前開発したボール式猫車（手押し車）の発明をもとに、車輪代わりのボールを掃除機に取り付けるようになった。これは人間工学的な観点からも、いくつかの配慮が加えられている。

## 美術作品
2002年にダイソンは、オランダの画家エッシャーのリトグラフに描かれた騙し絵を現実にしようと構想した。土木技師のデレク・フィリップスは、1年間の作業の後、この任務を首尾よく成就し、正方形の4辺に沿って、下から上に逆流する滝状のウォーター・スカルプチャーを創り出した。この作品は「誤った庭 Wrong Garden」と名付けられ、2003年春に「チェルシー花の展覧会」に展示された。

## 著書
- 『逆風野郎！ ダイソン成功物語』（著者:ジェームズ・ダイソン、訳者:樫村志保）（2004年5月31日、日経BP社）ISBN 9784822244040
- 『インベンション 僕は未来を創意する』（著者:ジェームズ・ダイソン、訳者:川上純子）（2022年5月25日、日経BP社）ISBN 9784296113064

## テレビ番組
- 日経スペシャル カンブリア宮殿（テレビ東京）
  - 世界を席巻！ 常識破りの家電メーカー・ダイソン（2014年5月15日）[5]
  - 特別総集編"世界最強"創業者スペシャル 大ピンチに生き残る経営！（2020年5月7日）[6]